# Seydi Kayasoy
Seydi Kayasoy (* 23. März 1998 in Izmir) ist ein türkischer Fußballspieler.

## Karriere

### Verein
Kayasoy kam in Konak, einem zentralen Stadtteil der westtürkischen Stadt Izmir, auf die Welt. Hier begann mit dem Vereinsfußball in der Jugend von Gaziemirgücü SK und spielte dann für die Nachwuchsabteilungen von Bucaspor und Altınordu İzmir.
Zur Saison 2016/17 erhielt er bei letzterem einen Profivertrag, spielte aber weiterhin überwiegend für die Nachwuchs- bzw. Reservemannschaften. Erst nach der Winterpause dieser Saison wurde fester Teil der Profimannschaft und gab schließlich am 15. Januar 2017 in der Zweitligabegegnung gegen Eskişehirspor sein Ligadebüt.

### Nationalmannschaft
Kayasoy startete seine Nationalmannschaftskarriere im Januar 2014 mit einem Einsatz für die türkischen U-16-Nationalmannschaft. Mit dieser Auswahl nahm er 2014 als Gastgeber am Ägäis-Pokal teil und wurde hinter der US-amerikanischen U-16-Nationalmannschaft Turnierzweiter. Im gleichen Jahr debütierte Kayasoy auch für die türkischen U-17-Nationalmannschaft.

## Erfolge
Mit der türkischen U-16-Nationalmannschaft
- Zweiter im Ägäis-Pokal: 2014